# 塞爾馬 (北卡羅萊納州)
塞爾馬（英語：Selma）是一個位於美國北卡羅萊納州約翰斯頓縣的城鎮。

## 人口
根據2020年美國人口普查的數據，塞爾馬的面積為14.00平方千米，皆為陸地。當地共有人口6317人，而人口密度為每平方千米451人。